# 克里斯赫纳拉贾萨加拉
克里斯赫纳拉贾萨加拉（Krishnarajasagara），是印度卡纳塔克邦曼迪亞县的一个城镇。总人口8510（2001年）。

## 人口
该地2001年总人口8510人，其中男性4329人，女性4181人；0—6岁人口946人，其中男476人，女470人；识字率66.93%，其中男性为73.48%，女性为60.15%。